# Canis lupus arabs
Sous-espèce
Le loup d'Arabie (Canis lupus arabs), ou loup arabe, est une sous-espèce de loup gris (Canis lupus) que l'on trouvait autrefois dans toute la péninsule arabique. Aujourd'hui, on ne le retrouve plus que dans de petites poches dans le Sud Israël, dans le sud et l'ouest de l'Irak, en Oman, au Yémen, en Jordanie, en Arabie Saoudite, et probablement dans certaines régions de la péninsule du Sinaï en Égypte.

## Description
Le loup d'Arabie est la plus petite et peut-être la plus mal connue des sous-espèces de loup. Il pèse environ 18 kg et mesure 66 cm au garrot.
Son pelage clair facilite le camouflage dans le désert. Sa fourrure, très mince, est adaptée aux dunes d'Arabie, l'une des régions les plus chaudes de la planète. Ses oreilles sont assez grandes par rapport à celles des loups plus nordiques, ce qui améliore l'ouïe, mais permet aussi d'évacuer la chaleur et donc rafraîchir l'animal.

## Répartition

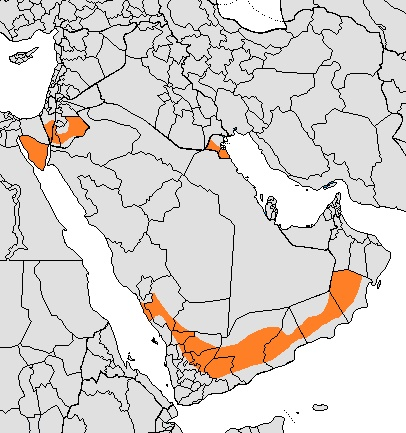
Répartition des sous-espèces de Canis lupus en Asie
Canis lupus arabs

- Canis lupus arabs